# ラブ・バトラー
サフラン・ウェルデンのバトラー男爵リチャード・オースティン・バトラー（英語: Richard Austen Butler, Baron Butler of Saffron Walden、1902年12月9日 - 1982年3月8日）は、イギリスの政治家、一代貴族。1963年10月から1964年10月まで外務大臣を務め、それ以前は内務大臣、財務大臣などを歴任した。保守党内のリベラル派の領袖であり、何度も首相候補として取り沙汰されたが、ついに首相になる事は無かった。

## 経歴
1902年12月9日にイギリス領インド帝国のアトックにて、植民地インド行政官モンタギュー・シェラード・ドーズ・バトラーとその妻のアン（旧姓：スミス）の息子として誕生する。
ケンブリッジ大学を卒業し、1929年5月から1965年1月までサフラン・ウェルデン選挙区から選出されて庶民院議員を務め、保守党に所属した。
1932年9月から1937年5月にかけてインド担当省政務次官、1937年5月から1938年2月にかけて労働省政務次官、1938年2月から1941年7月にかけて外務政務次官を務めた。1939年に枢密顧問官(PC)に列する。
1940年5月から1945年5月の第1次チャーチル内閣で教育庁長官、次いで1945年5月から同年8月まで労働大臣を務めた。教育庁長官在職中の1944年には中等教育の義務教育化を定めた教育法制定を主導した。これにより戦後に中等教育が広まった。
1945年7月から1951年10月のクレメント・アトリー内閣の野党期には保守党調査部で実権を振るい、政策立案を担った。そしてアトリー政権が推し進めていた福祉国家の概念と折り合いをつけた。
1951年10月に第2次チャーチル内閣が成立すると、その財務大臣に就任した。就任時の最初の問題は朝鮮戦争の資金調達であり、政府総支出の30パーセントを外務大臣に注ぎ込んで賄った。朝鮮戦争終結後も軍事費は下がらなかったが、1955年までの5年間に国民所得が40パーセント増えたため、その負担にも耐えやすくなった。さらに所得税の減税も可能となった。
また保守党政権は前労働党政権に対する反発からその左翼政策を取り消すのではと予想されていたが、その予想に反して労働党政権が行った完全雇用政策や福祉政策は保守党政権でも維持され、また労働党政権で国有化された分野の中でバトラーが民営に戻したのは鉄鋼と道路輸送だけだった。そのためバトラーの経済政策は前労働党政権の財務大臣ヒュー・ゲイツケルの経済政策と大きな差がなく、『エコノミスト』誌はその連続性を「バツケリズム」（バトラーとゲイツケル）と表現している。
首相がイーデンに変わった直後の1955年春の予算案では、所得税減税や家族手当増額を盛り込み、それによって国民人気を獲得して5月の総選挙の保守党の勝利に貢献した。だが選挙目当ての減税は景気悪化もあって急速に財政を悪化させ、7月に至って金融引き締めを実施し市中銀行への貸出制限・分割払い購入のデポジット引き上げなどデフレーション政策を行った。加えて10月には高率の物品税を課す補正予算を組んだものの、これを切っ掛けとしてバトラー批判が噴出した。イーデンは12月に内閣改造を行い、バトラーを財務大臣から外して王璽尚書と庶民院院内総務に横滑りさせた。
スエズ戦争をめぐっては開戦前には懐疑派だったが、開戦後はその疑念を引っ込めてスエズ問題を巡る党内意見の一致に努めた。そのスエズ戦争の結果、経済的な打撃などから1957年1月にはイーデンは辞職した。この時後任の首相に取り沙汰されたが、イーデンのリベラルな政治姿勢はチャーチルら保守党長老政治家から嫌厭され、スエズ戦争の閣内取りまとめ役だったことも仇となり沙汰止みに終わった。結局後任の首相にはスエズ戦争に関しては距離がある立場でアメリカ合衆国との関係も深かったマクミラン財務大臣が長老政治家たちの支持を受けて後任に選ばれた。バトラーは1957年1月から1962年7月までその内閣の内務大臣、次いで1962年7月から1963年10月まで副首相を務めることになった。
1963年10月にマクミランが辞職した際にも首相候補として取り沙汰されたが、マクミランは外務大臣の第14代ヒューム伯アレック・ダグラス＝ヒュームを後継者に指名し、エリザベス女王もヒューム伯に組閣の大命を与えた。そのためバトラーはまたしても首相になり損ね、1963年10月から1964年10月までヒューム内閣の外務大臣に甘んじた。
保守党が野党となった後の1965年2月に一代貴族サフラン・ウェルデンのバトラー男爵に叙されて貴族院議員となった。またケンブリッジ大学トリニティ・カレッジ学寮長 となり、その役職に集中するため、政界を引退した。
1982年3月8日にエセックス州グレート・イェルダムにて、79歳で死去した。

## 人物
度々首相候補に名前が挙がりながらリベラルな政治姿勢のために保守党内で嫌われて、ついに首相になれなかった不遇の政治家として知られる。
バトラー自身は自分の最大の政治上の功績を「バトラー法」と通称される1944年教育法と考えていた。戦前はイギリス国民の5人のうち4人までもが小学校教育しか受けていなかったが、戦後はバトラー法によって中等教育が義務化されて全ての者に中等教育が行き渡ったためである。

## 栄典

### 爵位
1965年2月19日に以下の一代貴族爵位を与えられた。
- エセックス州におけるハルステッドのサフラン・ウェルデンのバトラー男爵 (Baron Butler of Saffron Walden, of Halstead in the County of Essex)
(勅許状による連合王国一代貴族爵位)

### 勲章
- 1954年1月8日
コンパニオン・オブ・オナー勲章コンパニオン（CH）[2]
- 1971年4月23日
ガーター勲章ナイト(KG)[2]

## 家族
1926年4月に実業家・絵画収集家のサミュエル・コートールドの娘のシドニー・コートールドと結婚し、3男1女が誕生した。1931年10月に誕生した次男のアダム・バトラーは、1970年6月から1981年5月まで庶民院議員を務めた。なおシドニーは1954年12月に死去した。その後は1959年10月にモリー・コートールドと結婚した。